# СК Славия (Прага)
СК „Славия“ (Прага) (на чешки: Sportovní Klub Slavia Praha) е футболен клуб от чешката столица Прага.
Основан на 2 декември 1892 г. в Австро-Унгария, той е сред най-успешните чешки футболни клубове.
Вечният враг на „Славия“ е най-популярния футболен отбор в Чехия – „Спарта“, Прага. Първият мач в историята между двата отбора е на 25 март 1896 г. и завършва с победа (6:0) за червено-белите.
През последните години „Славия“ изпитва значителни финансови затруднения, въпреки че отборът е най-успешният в продажбите зад граница. Клубът не може да задържи младите си футболисти и в резултат на това остава в сянката на „Спарта“ Прага.
През сезон 2007 – 08 отборът влиза в групите на Шампионската лига, след като отстранява нидерландския гранд „Аякс“.

## Срещи с български отбори
„Славия“ се е срещал с български отбори в официални и приятелски срещи.

### „Лудогорец“
С „Лудогорец“ се е срещал един път в контролен мач. Мачът се играе на 23 юни 2016 г. в австрийския курорт Санкт Улрих ам Пилерзе като завършва 2 – 1 за „Лудогорец“ .

### Предишни имена
| Години      | Име                                                                                  |
| ----------- | ------------------------------------------------------------------------------------ |
| 1892 – 1893 | СК „АЦО Славия“ Прага Sportovní klub Akademický cyklistický odbor Slavia Praha       |
| 1893 – 1948 | СК „Славия“ Прага Sportovní klub Slavia Praha                                        |
| 1948 – 1949 | „Сокол Славия“ Прага Sokol Slavia Praha                                              |
| 1949 – 1953 | ЗСЕ „Динамо Славия“ Прага Základní sportovní jednota Dynamo Slavia Praha             |
| 1953 -1954  | ДСО „Динамо“ Прага Dobrovolná sportovní organizace Dynamo Praha                      |
| 1954 – 1965 | ТЕ „Динамо“ Прага Tělovýchovná jednota Dynamo Praha                                  |
| 1965 - 1973 | СК „Славия“ Прага Sportovní klub Slavia Praha                                        |
| 1973 -1977  | ТЕ „Славия“ Прага Tělovýchovná jednota Slavia Praha                                  |
| 1977 – 1978 | ТЕ „Славия ИПС“ Прага Tělovýchovná jednota Slavia Inženýrské průmyslové stavby Praha |
| 1978 - 1991 | СК „Славия ИПС“ Прага Sportovní klub Slavia Inženýrské průmyslové stavby Praha       |
| 1991 -      | СК „Славия“ Прага Sportovní klub Slavia Praha - fotbal a.s.                          |

## Успехи
в  Чехия:
- Гамбринус лига:
  -  Шампион (7): 1995/96, 2007/08, 2008/09, 2016/17, 2018/19, 2019/20, 2020/21
  -  Вицешампион (12): 1993/94, 1994/95, 1996/97, 1997/98, 1999/00, 2000/01, 2002/03, 2004/05, 2006/07, 2017/18, 2022/23, 2023/24
  -  Бронзов медалист (2): 1998/99, 2005/06
- Купата на Чехия:
  -  Носител (7): 1996/97, 1998/99, 2001/02, 2017/18, 2018/19, 2020/21, 2022/23
- Първенство на Чехия:
  -  Победител (6): 1897 есен, 1897 есен, 1898, 1899, 1900, 1901
- Първенство на Централна Чехия:
  -  Победител (2): 1918, 1924
- Първенство на ЧСФ:
  -  Победител (2): 1913, 1915

в  Чехословакия:
- Чехословашка първа лига:
  -  Шампион (22): 1897, 1898, 1899, 1900, 1901, 1913, 1915, 1918, 1924, 1925, 1928/29, 1929/30, 1930/31, 1932/33, 1933/34, 1934/35, 1936/37, 1939/40, 1940/41, 1941/42, 1942/43, 1946/47
  -  Сребърен медал (13): 1896, 1923, 1925/26, 1927, 1927/28, 1931/32, 1935/36, 1937/38, 1938/39, 1943/44, 1945/46, 1947/48, 1992/93
  -  Бронзов медал (6): 1958/59, 1965/66, 1973/74, 1975/76, 1976/77, 1984/85

- Купата на Чехословакия:
  -  Носител (16): 1910, 1911, 1912, 1922, 1926, 1927, 1928, 1930, 1932, 1935, 1941, 1943, 1944, 1940/41, 1941/42, 1945
  -  Финалист (5): 1913, 1914, 1959/60, 1962/63, 1973/74

в  Бохемия и Моравия: (1939 – 1944)
- Народна лига: (1 ниво)
  -  Шампион (4): 1940, 1941, 1942, 1943

Международни
- Купа Митропа:
  -  Носител (1): 1938
  -  Финалист (1): 1929
- Купа на УЕФА/ Лига Европа:
  - 1/2 финалист (1): 1995/96
- Международен турнир на световното Парижко изложение 1937:
  -  Бронзов медал (1): 1937
- Купа на предизвикателството:
  -  Финалист (1): 1901
- Купа на победителите:
  -  Финалист (2): 1930, 1931

## Известни играчи
- Франтишек Планичка
- Радек Бейбъл
- Антонин Пуч
- Йозеф Бицан
- Франтишек Весели
- Ян Лала
- Лубош Кубик
- Владимир Шмицер
- Патрик Бергер
- Карел Поборски
- Иво Кнофличек

## Български футболисти
- Алекс Божев: 2025...

## Любопитно
- ФК Войводина е сред най-старите клубове в Сърбия. Той е основан от студенти на Пражкия университет, които започват да играят с екипите на СК „Славия“. И до днес двата отбора играят с идентични екипи.
- Първият чужденец, подписал със СК „Славия“, е Драгиша Бинич (1991).